# Sparganothis violaceana
Sparganothis violaceana es una especie de polilla del género Sparganothis, categorizada en la tribu Sparganothini, de la subfamilia Tortricinae.

## Distribución
Se distribuye por América del Norte: Estados Unidos, en el estado de Massachusetts.

## Taxonomía
Fue descrita por Robinson en 1869.
Tratamiento taxonómico
La especie aparece registrada y publicada en Trans. Am. ent. Soc. 2: 271.